# Elektroinstallation Sondershausen
Die ELSO GmbH mit Sitz in thüringischen Sondershausen ist dem französischen Elektrokonzern Schneider Electric unterstellt. Es werden dort Produkte der Elektroinstallation für Wohn- und Gewerbebauten hergestellt.
Seit Oktober 2018 firmiert ELSO als Standort Sondershausen der ebenfalls zum Schneiderkonzern gehörenden Merten GmbH. Diese wurde im März 2019 auch als Inhaberin der Marke ELSO eingetragen.

## Produkt- und Tätigkeitsbereiche
Die Marke ELSO beinhaltet neben den klassischen Installationskomponenten kombinierbare Plattformen wie die Lichtrufanlagen MEDIOPT care und SIGMA und die Gebäude-Management-Systeme IHC und KNX. Der Schwerpunkt liegt auf „intelligenter Gebäudetechnik“.
- Schalter und Steckdosen
- Gebäudeautomation (Gebäudesteuerung, Rollladen- und Jalousiesteuerung, Beleuchtungssteuerung)
- Lichtrufanlagen

Im Konzern ist die Fabrik in Sondershausen wichtig vor allem zur Produktion von Metallkomponenten für andere Werke von Schneider Electric.

## Geschichte
Elektrotechnische Erzeugnisse werden in Sondershausen seit 1898 hergestellt. Am Standort des heutigen ELSO-Werkes bauten die Gebrüder Flick aus Ruhla im Jahr 1895 eine alte Mühle zu einer Uhrenfabrik unter dem Namen Kyffhäuser-Uhren um. Aus wirtschaftlichen Gründen änderte dieser Betrieb sein Angebot und stellte ab 1898 Sicherungen, Lampenfassungen und Schalter her. 1901 mussten die Gebrüder Insolvenz anmelden. Der Gothaer Prokurist Kurt Lindner übernahm den Betrieb und führte ihn ab dem 27. März 1902 unter der Bezeichnung Lindner und Co. als Offene Handelsgesellschaft. 
Zwischen 1916 und 1922 wurde das Werk erheblich vergrößert. Im Jahr 1925 beschäftigte die Firma Lindner & Co über 1.100 Mitarbeiter. Während des Zweiten Weltkrieges wurde ein Teil der Gebäude an die Junkerswerke Dessau vermietet. Die 1913 im Ortsteil Bebra gegründete Firma Brunnquell und Co., eine Fabrik für elektrotechnische Apparate und Beleuchtungen, wurde mit dem erstgenannten Betrieb vereinigt. Nach dem Zweiten Weltkrieg wurde der Betrieb im Jahr 1946 enteignet und am 1. Juni 1948 in Volkseigentum überführt und hatte als dieses in der DDR ein Monopol. Der Besitzer Kurt Lindner ging in den Westen.
1970 wurde der VEB Kombinat Elektroinstallation Sondershausen mit Stammsitz in Sondershausen und elf dazugehörigen Betrieben von Sachsen bis Mecklenburg gegründet. Ab 1980 war das Sondershauser Werk als Leitbetrieb für Installationsmaterial ein Bestandteil des Kombinates Keramische Werke Hermsdorf. VEB Elektroinstallation Sondershausen (EIS) war der zweitgrößte Betrieb Sondershausens. Er beschäftigte bis Ende 1989 etwa 3.200 Menschen.
1993 erfolgte die Privatisierung durch den skandinavischen Konzern Ahlstrom Electrical Accessories unter der Bezeichnung ELSO GmbH Elektrotechnik. Im Jahr 1999 übernahm Schneider Electric die ELSO GmbH. 2002 wurde ELSO in Lexel Electric GmbH umbenannt, jedoch 2003 im Rahmen des Integrationsprozesses der Lexel Electric GmbH innerhalb von Schneider Electric wieder in ELSO GmbH rückbenannt.